# جونجی کویزومی
جونجی کویزومی (انگلیسی: Junji Koizumi؛ زادهٔ ۱۱ ژانویهٔ ۱۹۶۸) بازیکن فوتبال اهل ژاپن است.
از باشگاه‌هایی که در آن بازی کرده‌است می‌توان به باشگاه فوتبال یوکوهاما مارینوس و باشگاه فوتبال کاوازاکی فرونتال اشاره کرد.